# Maria Francisca Isabel de Bragança
Maria Francisca de Bragança (Lisboa, 3 de Março de 1997), é a segunda filha do pretendente ao trono português Duarte Pio de Bragança e de Isabel de Herédia. Maria Francisca é pretendente aos títulos de Infanta de Portugal e Duquesa de Coimbra como descendente do ramo Miguelista da Casa de Bragança.
Casou na Basílica do Convento de Mafra, a 7 de Outubro de 2023, com Duarte Maria de Sousa Araújo Martins, tendo presidido ao casamento D. Manuel Clemente, Cardeal-Patriarca Emérito de Lisboa.

## Biografia
Maria Francisca é a segunda filha de Duarte Pio de Bragança e Isabel de Herédia. 
Foi baptizada em Vila Viçosa, pelo Arcebispo de Évora, Maurílio Jorge Quintal de Gouveia, a 31 de Maio de 1997, e teve como padrinhos a Princesa Maria do Liechtenstein, prima por via materna do pai, e Henrique Nuno de Bragança, Duque de Coimbra e irmão do pai.
Formou-se em Comunicação Social e Cultural, na Universidade Católica Portuguesa. 

## Papel público
Presidiu à cerimónia de entrega do prémio Marquês de Rio Maior Agricultura 2023, instituído pela Real Associação do Ribatejo, no dia 24 de novembro. No seu discurso, Maria Francisca felicitou os agricultores e a sua capacidade de resiliência e inovação.
A organização do Jantar dos Conjurados 2023 esteve a cargo da Associação da Infanta Maria Francisca. O evento aconteceu a 30 de novembro no Museu Nacional de História Natural e apoiou o Banco do Bebé. Este evento, que aconteceu um mês depois do casamento de Maria Francisca com Duarte Martins, contou com um leilão de objetos, entre eles o panamá que Duarte Pio usou no casamento da filha.

## Casamento
A 7 de Outubro de 2023, Maria Francisca casou com Duarte de Sousa Araújo Martins. O pedido de casamento decorreu em Timor e o noivado foi anunciado por Duarte Pio de Bragança a 15 de Dezembro de 2022. 
O casamento decorreu na Basília do Convento de Mafra, presidido por D. Manuel Clemente, Cardeal-Patriarca de Lisboa, na presença do Cardeal D. Américo Aguiar e de diversos Bispos Portugueses. O casamento e a recepção que se seguiu foram transmitidos em direto e em canal aberto pela TVI. Maria Francisca usou, entre outras jóias, a tiara da Rainha D. Amélia, herdada pelo seu pai Duarte Pio de Bragança, e que tinha sido usada pela mãe, Isabel de Herédia, no casamento de ambos. A Basílica e o Palácio de Mafra estiveram encerrados ao público nos 8 dias anteriores devido aos preparativos do casamento.
No final do casamento foi lida a Bênção Apostólica concedida aos noivos pelo Papa Francisco. De seguida Maria Francisca foi oferecer o ramo de noiva a Nossa Senhora da Soledade presente no altar-mor da Basílica, que recentemente recebeu a coroação pontifícia, ao som de Cante Alentejano.
O casamento contou com 1200 convidados. Entre os convidados estiveram Marcelo Rebelo de Sousa, Presidente da República, e diversos representantes de Famílias Reais da Europa e do Brasil. Entre as Famílias Reais reinantes estiverem presentes membros das Casas Reais da Bélgica, Luxemburgo e Liechtenstein, que são descendentes do rei deposto D. Miguel I. Esteve também presente o Príncipe Frei John Dunlap, 81.º Grão-Mestre da Soberana Ordem Militar de Malta. Entre as Famílias Reais não reinantes contaram-se as Casas Reais do Brasil, França, Rússia, Áustria e Bulgária.
Na assistência estiveram igualmente vários representantes da política portuguesa, como os antigos Primeiros-Ministros José Manuel Durão Barroso, Pedro Santana Lopes e Pedro Passos Coelho, Miguel Albuquerque, Presidente do Governo Regional da Madeira, Carlos Moedas, Presidente da Câmara Municipal de Lisboa, Paulo Portas, antigo Vice-Primeiro-Ministro, entre outros.
Após o casamento, que decorreu à tarde, teve lugar uma recepção nos claustros do Palácio de Mafra. Foram preparados dois bolos de casamento, um para os convidados no interior do Palácio e outro para a população no terreiro D. João V em frente ao Palácio de Mafra. À noite teve lugar o jantar em Sintra, na quinta dos pais da noiva.

## Projectos pessoais
O Prémio Infanta Dona Maria Francisca, cuja patrona é Maria Francisca, é um prémio anual que visa destacar trabalhos em pintura e escultura de estudantes de mestrado.
Resultante de uma parceria entre o Círculo Dr. José de Figueiredo – Amigos do Museu Nacional de Soares dos Reis, Associação Real Social Cultura Desporto, Faculdade de Belas Artes da Universidade do Porto e Museu de Serralves, o prémio tem anualmente dois premiados, um de pintura, outro de escultura.

## Títulos pretendidos
Para além de ser pretendente ao título de Infanta de Portugal, Maria Francisca é também pretendente ao título de Duquesa de Coimbra. Em 2018, ano em que completou 21 anos, foi condecorada com o título de Duquesa de Coimbra pelo seu pai, Duarte Pio, título este que anteriormente era pretendido por seu tio, Henrique Nuno de Bragança, falecido em 2017. Maria Francisca recebeu a pretensão a este título numa cerimónia que decorreu na Igreja da Rainha Santa, em Coimbra, onde estiveram presentes familiares e amigos da família. Maria Francisca seria possivelmente a 5.ª Duquesa de Coimbra, numa situação em que Portugal fosse uma monarquia constitucional.

## Condecorações
- Dama da Real Ordem de Santa Isabel